# Albert Delbecque
Albert Delbecque (* 19. Jahrhundert; † März 1947) war ein belgischer Fußballspieler.
Er war im Jahre 1900 als Mitglied des Fußballclubs der Université libre de Bruxelles Teilnehmer der Olympischen Sommerspiele in Paris. Im Turnier belegte seine Mannschaft den 3. Platz.